# Bill Carrothers
Pour les articles homonymes, voir Carrothers.
 (octobre 2013).
Si vous disposez d'ouvrages ou d'articles de référence ou si vous connaissez des sites web de qualité traitant du thème abordé ici, merci de compléter l'article en donnant les références utiles à sa vérifiabilité et en les liant à la section « Notes et références ».
Bill Carrothers est un pianiste de jazz né le 13 juillet 1964 à Minneapolis, dans le Minnesota (États-Unis).
Il fait ses débuts dans sa ville de Minneapolis où il est remarqué par Prince qui, en 1988, le convie à l'une de ses productions pour The Family. Après avoir accompagné bon nombre de stars et enregistré Home Row (édité en 2008), il entame une carrière sous son nom. À la suite du disque Duets with Bill Stewart (2002), le jazzman se livre à une réflexion sur les albums conceptuels Armistice 1918 (2004, pour lequel il a obtenu un prix de l'Académie Charles-Cros dans la catégorie piano jazz) et Civil War Diaries (2005). D'autres disques plus joyeux suivent jusqu'au nostalgique Excelsior en 2011.
Il a publié en association avec Andy Scherrer Special Sextet un album de 9 titres Wrong is Right sous le label TCB - The Montreux Jazz Label tm le 18 mai 2009.

## Biographie
Né le 13 juillet 1964 à Minneapolis (Minnesota), Bill Carrothers suit de longues études de piano au conservatoire avant de former un quintette qui a les honneurs du public local.
Devenu l'accompagnateur attitré de pointures du jazz, de Dewey Redman à James Moody et Charlie Rouse, le pianiste prodige se voit convié par Prince pour faire profiter de son toucher à l'album de ses protégés The Family, sorti en 1988.
Installé à New York, Bill Carrothers y poursuit une carrière partagée entre concerts en son nom, ou celui d'autres jazzmen, et de multiples séances en studio avec Joe Lovano ou Buddy DeFranco. En 1999 paraît son premier album Language of Crows, rapidement suivi de After Hours, pour le label Bridge Boy Music, et de Duets with Bill Stewart, collaboration avec le batteur rééditée par le label Dreyfus Records en 2002. Friand de swing, de be bop et de cool jazz, le pianiste s'entoure de la section rythmique formée par les Belges Nicolas Thys et Dré Pallemaerts pour l'album Sing Swing Songs en 2001.
L'Américain, amoureux de la France où il se produit régulièrement, passe ensuite à son grand œuvre, un album concept baptisé Armistice 1918 (publié en 2004), reliant la naissance du jazz au chaos laissé par la Première Guerre mondiale. Une suite est donnée dans Civil War Diaries (2005), inspiré de correspondances de guerre.
Par la suite, Bill Carrothers dédie un album à la capitale française, I Love Paris (2006). Entre-temps sort la séance inédite Home Row, enregistrée en 1992 avec Gary Peacock et Bill Stewart, seulement éditée en 2008. En 2011, le nouvel opus nostalgique Excelsior est sans doute celui d'une reconnaissance tardive pour le musicien, souvent comparé à Brad Mehldau.
En 2013 sort un nouveau disque en solo, Love and longing, d'après une idée de Gérard de Haro, directeur du label La Buissonne, qui remarque chez Bill Carotthers un talent resté jusque-là inexploité : le chant.

## Discographie

### En tant que leader ou coleader
- 1993 : A Band In All Hope (Bridge Boy Music) avec Anton Denner et Bill Stewart
- 1999 : Language of Crows, avec Wendy Lewis (Bridge Boy Music)
- 1999 : After Hours (Go Jazz)
- 1999 : Duets with Bill Stewart (Birdology Records, publié par Dreyfus Records en 2002)
- 2001 : Sing Swing Songs (Birdology/WEA) avec Nicolas Thys et Dré Pallemaerts
- 2001 : The Electric Bill (Dreyfus Records) avec Michael Lewis, Reid Anderson et Dave King
- 2003 : Ghost Ships (Sketch Records) avec Anton Denner et Bill Stewart
- 2004 : Armistice 1918
- 2005 : Civil War Diaries (Illusions Music) solo
- 2005 : Shine Ball (Fresh Sound New Talent) enregistré en 1992 avec Gordon Johnson et Dave King
- 2006 : I Love Paris (Pirouet)
- 2006 : No Choice en duo avec Marc Copland (Minium Music/Discograph)
- 2007 : Keep Your Sunny Side Up (Pirouet)
- 2008 : Home Row (Pirouet) enregistré en 1992 avec Gary Peacock et Bill Stewart
- 2009 : Joy Spring (Pirouet Records) avec Drew Gress (basse) et Bill Stewart (batterie)
- 2010 : Excelsior (Out Note Records) improvisations solo
- 2011 : A Night At The Village Vanguard (Pirouet) avec Nic Thys (basse) et Dre Pallemaerts (batterie)
- 2012 : Family Life (Pirouet) solo
- 2013 : Castaways[1] (Pirouet) avec Drew Gress (basse) et Dre Pallemaerts (batterie)
- 2013 : Sunday Morning[2] (Vision fugitive) avec Peg Carrothers (chant), Matt Turner (violoncelle), Jean-Marc Foltz (clarinette, clarinette basse), Nicolas Thys (batterie), chœur
- 2013 : Love and longing[3] (La Buissonne) solo piano et voix

### En tant que sideman
Avec Jay Epstein
- 1996 : Blue Skies (Bridge Boy Music)
- 2009 : Easy Company (Gonejazz)

Avec Dave Douglas
- 1996 : Moving Portrait (Disk Union)

Avec Peg Carrothers
- 2001 : Blue Skies (Bridge Boy Music)

Avec Ray Gehring
- 2007 : Ray Gehring trio (Evan)

Avec Andy Scherrer
- 2008 : Wrong Is Right (TCB Records)

Avec Robin Verheyen
- 2009 : Starbound (Pirouet)

Avec Jean-Marc Foltz
- 2010 : To The Moon (Ayler records)